# Tadeusz Szczepanowski
Tadeusz Szczepanowski (ur. 22 października 1894 w Inowrocławiu, zm. 30 marca 1922 w Bydgoszczy) – porucznik saperów Wojska Polskiego, kawaler Orderu Virtuti Militari.

## Życiorys
Dziewięć klas gimnazjum ukończył w Inowrocławiu i 1 października 1916 został zmobilizowany do armii niemieckiej (29. batalion saperów w Poznaniu). Wkrótce przeszedł do 2. batalionu saperów w Berlinie. Od lipca 1917 walczył na froncie zachodnim we Francji. W maju 1918 został podoficerem. 3 października 1918 został ranny i trafił do szpitala, a potem otrzymał urlop, w czasie którego wrócił do Inowrocławia i brał udział w rozbrajaniu Niemców, jako członek tajnej polskiej organizacji wojskowej. Potem włączył się w proces tworzenia polskich oddziałów saperskich. 21 stycznia 1919 wstąpił do Wojska Polskiego. Dalsza jego kariera przedstawiała się następująco:
- 7 lutego 1919: awans na podporucznika i dowodzenie 2. kompanią I Baonu Saperów Wielkopolskich,
- kwiecień 1919: przeniesienie do II Baonu Saperów Wielkopolskich,
- sierpień 1919: powrót do I Baonu Saperów, walki na froncie wielkopolskim,
- 2 marca 1920 i potem: mianowanie dowódcą 1 kompanii I Baonu Saperów, wojna polsko-bolszewicka, wyjazd na front ukraiński, walki o Kijów, skierowanie na front litewsko-białoruski,
- 18 sierpnia 1920: gaszenie mostów w Łomży podpalonych przez bolszewików - wykazał się tu bohaterską postawą pod ogniem wroga,
- 1920: powrót do Poznania i objęcie dowództwa szpitala dla koni przy 7. Pułku Saperów, a potem objęcie dowództwa 1 kompanii XV Baonu Saperów,
- 30 kwietnia 1921: awans na porucznika[1].

1 marca 1922 został ranny w czasie kursu uzupełniającego dla oficerów saperów w Bydgoszczy (podczas ćwiczeń z rzucania granatem został trafiony odłamkiem w głowę). Z odniesionej rany zmarł 30 marca 1922 w bydgoskim szpitalu garnizonowym. Został pochowany w Bydgoszczy 4 kwietnia 1922.

## Ordery i odznaczenia
- Krzyż Srebrny Orderu Wojskowego Virtuti Militari nr 298
- Krzyż Walecznych[1]